# 蓋爾式運動

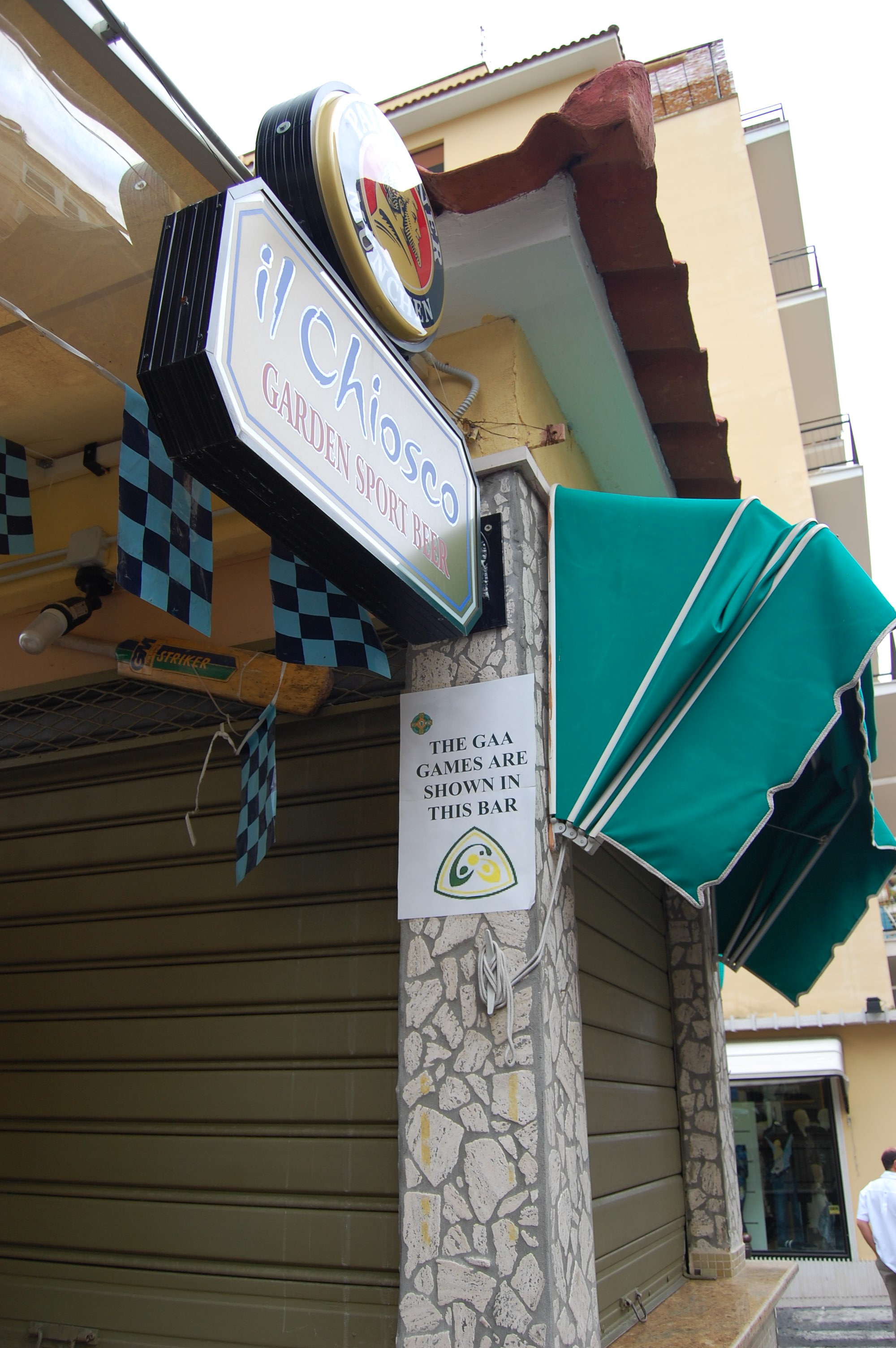
蓋爾式體育已普及至世界各地，圖為義大利的蓋爾式體育吧

蓋爾式運動（Gaelic Games）是愛爾蘭流行的本土體育運動的總稱，由蓋爾運動協會（GAA）管理。蓋爾式運動最具代表性的項目包括了蓋爾式足球和板棍球。除了這兩種體育之外，蓋爾運動協會還管理繞圈球和蓋爾式手球的比賽。現在蓋爾式運動是愛爾蘭參加者最多的體育項目，2009年的參與者比2008年增加了11%。